# Mucio Vitelleschi

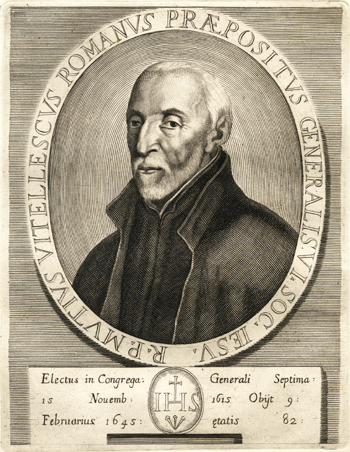
Mutio Vitelleschi, grabado de Arnold van Westerhout para los Ritratti de' prepositi generali della Compagnia di Gesù delineati, ed incisi da Arnaldo Van Westherhout, Roma, 1748.

Muzio Vitelleschi (Roma 2 de diciembre de 1563-9 de febrero de 1645). Pertenecía a una distinguida familia, pero a pesar de las perspectivas brillantes entró en la Compañía de Jesús el 15 de agosto de 1583, y después de completar sus estudios se hizo profesor. En 1593 fue nombrado rector del Colegio Inglés que había sido establecido en 1579 por Gregorio XIII. En posteriores fechas fue nombrado provincial de la sociedad de Roma y Nápoles, ayudante del general jesuita en Italia, y finalmente fue elegido general de la Compañía el 15 de noviembre de 1615 por la séptima congregación general. La sociedad durante su generalato alcanzó un alto grado de prosperidad. Las misiones se extendieron al Tíbet y a Tonkín, y en Inglaterra la misión se elevó a una organización independiente de la provincia. Las únicas dificultades encontradas por su administración estaban en Francia, donde, por fin, a causa de Richelieu, se prohibió a sus subordinados hablar o escribir de la supremacía del Papa.
En 1617 y 1619 emitió regulaciones concernientes a la doctrina del probabilismo en dos cartas generales dirigidas a los superiores de la sociedad. Algunas de sus cartas y epístolas generales han sido modificados por el de Prat, "historiques Recherches", V (Lyons, 1878), 360 sq
| Predecesor: Claudio Acquaviva | Prepósito General de la Compañía de Jesús 1615-1645 | Sucesor: Vincenzo Carafa |

- Datos: Q705094
- Multimedia: Mutio Vitelleschi / Q705094